# Fred Emmer
Freddy (Fred) Emmer (Amsterdam, 23 augustus 1934 – Hilversum, 24 december 2019) was een Nederlandse tv-nieuwslezer.

## Loopbaan

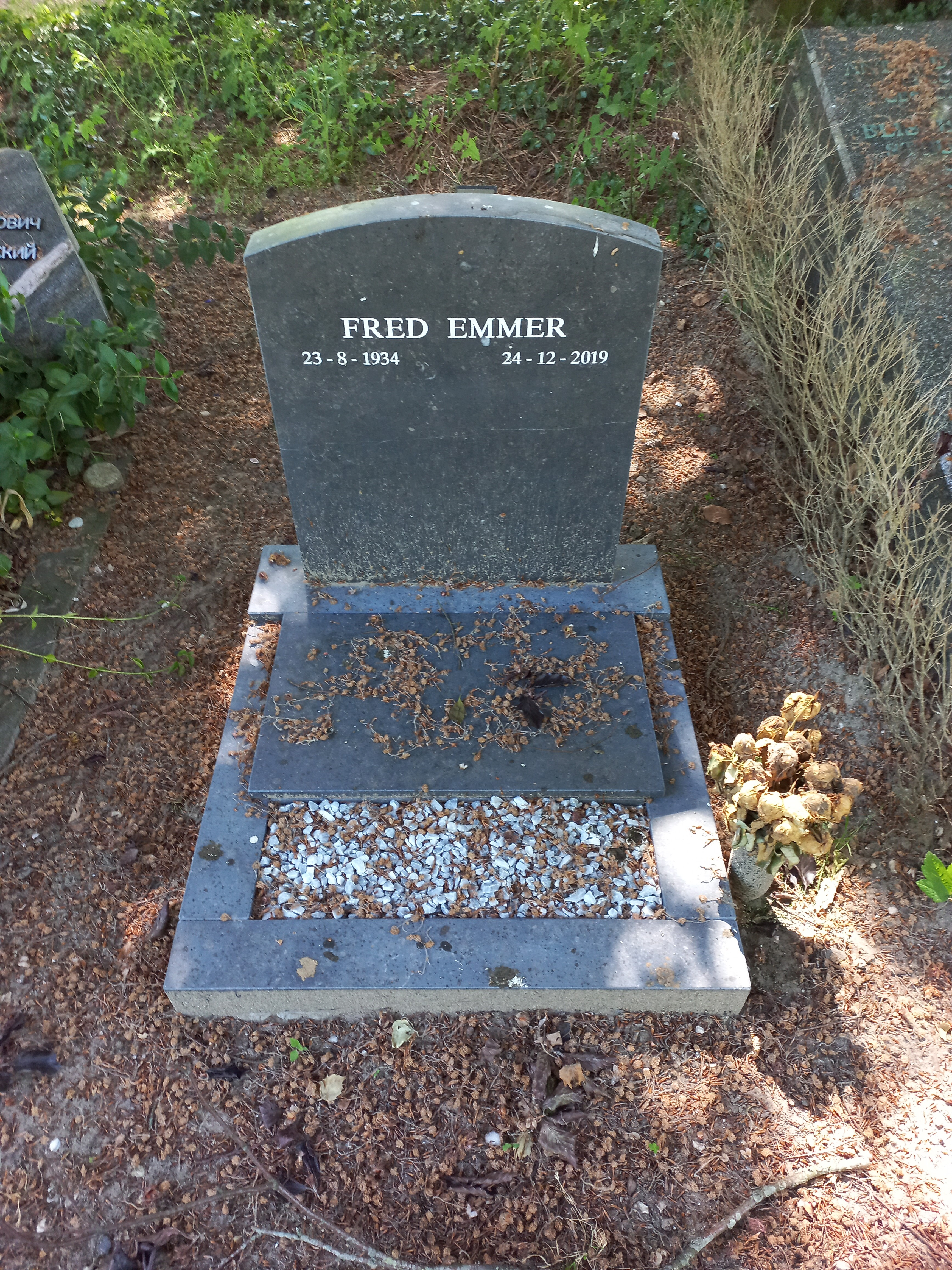
Grafsteen Fred Emmer (mei 2023)

Fred Emmer was een zoon van de in Karlsruhe geboren Erich August Wilhelm Emmer en de in het Belgische Elsene geboren Madeleine Hochheimer. Bij zijn geboorte kreeg hij de naam Freddy.
Emmer begon zijn carrière als werkstudent bij de Radio Nederland Wereldomroep. Als freelancer startte hij vervolgens als presentator en interviewer bij de NCRV voor het actualiteitenprogramma Memo.
Emmer begon in 1962 te werken bij het toenmalige NTS-journaal. Dat jaar verzorgde hij een van de twee Nederlandse commentaarstemmen bij de Britse tv-serie V For Victory over Winston Churchill. Hij werd voor de NTS nieuwslezer op de enige nationale tv-zender Nederland 1 en was dat in 1963 ook op de dag van de moordaanslag op de Amerikaanse president John F. Kennedy. Begin 1965 raakte hij betrokken bij een frontale autobotsing en datzelfde jaar nam hij ontslag en ging de reclamewereld in. In 1971 keerde hij terug als verslaggever. Eind 1973 presenteerde hij het jaaroverzicht van het NOS Journaal en in 1974 begon hij als nieuwslezer bij het journaal. Hij viel al snel op door zijn gebruinde huid en groeide uit tot een van de meest bekende nieuwslezers op de Nederlandse televisie.
In 1985 werd hij uitgeleend aan Europa TV, een Europees televisiekanaal waarin ook de NOS participeerde. Nadat dit project mislukt was, keerde Emmer terug naar het NOS Journaal, waar de toenmalige hoofdredacteur Peter Brusse het plan had opgevat om hem de vaste presentator van het zevenuurjournaal te maken. Brusse kon dit plan echter niet verwezenlijken. In 1987 verliet Emmer definitief het journaal.
Nadat hij bij het journaal was weggegaan, werkte Emmer voor de VPRO en RTL 5. Voor de VPRO presenteerde hij twee seizoenen lang het programma Waskracht! In 1997 vertrok hij daar. Emmer was daarbij diep teleurgesteld "in het amateurisme bij de veelal jonge makers van Waskracht!".
In 1999 werd Emmer tijdelijk gecontracteerd voor Radio Maastricht. Programmaleider Michael Bartelet gaf als reden de "neutrale, betrouwbare stem".
Daarnaast leende Emmer zijn stem voor de Nederlandse tekenfilm Als je begrijpt wat ik bedoel (1983), was hij columnist bij Playboy en schreef hij een erotische verhalenbundel en een boek over ontslag nemen. Hij was ook als voice-over te horen in het fragment van de omroeppastor uit de theatershow Het meisje van de slijterij van Herman Finkers uit 1987. In 2006 was hij te zien als nieuwslezer in de vrijdaguitzendingen van De 80's & 90's Kwis op Talpa.
Fred Emmer was getrouwd met balletdanseres en actrice Roekie Aronds en de vader van componist en muzikant Stephen Emmer.
Hij overleed 24 december 2019 op 85-jarige leeftijd. Hij werd begraven/gecremeerd op Zorgvlied.

## Wetenswaardigheden
- Fred Emmer presenteerde het NTS-journaal op 22 november 1963, de dag waarop president John F. Kennedy in Dallas werd vermoord. Wegens gebrek aan informatie moest het programma geregeld door pauzes onderbroken worden.
- Pater Koopman misbruikte Emmers stem op een grammofoonplaatje als onderdeel van een van zijn anti-abortuscampagnes.[10]
- Emmer versprak zich zelden. Tijdens een journaaluitzending met een nieuwsbericht over een ontploffing in een transformatorhuisje in de Wieringermeer verslikte hij zich, met als gevolg een hevige hoestbui die enkele minuten duurde. Er werd van buitenaf niet ingegrepen; de camera bleef gewoon doordraaien. Toenmalig hoofdredacteur van het journaal Ed van Westerloo verklaarde hierover, dat de beslissing om niet uit beeld te gaan bij Emmer had gelegen.[11] In het journaal van 18 mei 1981 komt een onderwerp aan bod over onrusten in Joegoslavië, specifiek de provincie Kosovo, wat Emmer uitspreekt als Kovoso.[12]
- Bij de jubileumuitzending van het NOS Journaal op 5 januari 2006 was Emmer wel uitgenodigd, zoals in de uitzending werd gemeld, maar hij had bedankt voor de eer. Emmer zou geen behoefte hebben gehad om terug te kijken. Om dezelfde reden weigerde hij in 2012 medewerking aan het boek De iconen van het NOS Achtuurjournaal van Babs Assink. Wel liet hij zich in 2013 interviewen voor het programma Andere Tijden over de moord op president Kennedy.